# Szatmári András (orvos)
Szatmári András (Debrecen, 1954. szeptember 20.– 2018. március 9.) magyar orvos, gyermekkardiológus professzor, a Debreceni Egyetem címzetes egyetemi tanára.

## Élete
1973-79-ig a debreceni Orvostudományi Egyetem hallgatója volt, ahol summa cum laude diplomát szerzett. Rövid ideig a debreceni klinika tüdőgyógyászati részlegén dolgozott, majd 1981-ben állást kapott Budapesten, az Országos Kardiológiai Intézet gyermekosztályán, melynek vezetői Dr. Kamarás János és Dr. Bendig László voltak. Már ekkor számos katéteres beavatkozást végzett. 1989-ben az intézet támogatásával elnyert egy hollandiai ösztöndíjat, így került a rotterdami Erasmus Egyetem Sophia gyermekkórházába, ahol egy év után a team egyik vezető tagja lett. 1993-ig dolgozott kint, ekkor - morális okból - a hazatérés mellett döntött, és hozzákezdett a kint tanult és végzett protokollok hazai bevezetésének. Hamarosan a gyermekosztály vezető főorvosa lett, majd az épület bővítésével, egy új 5 emeletes korszerű egység megépítésével az intézeten belül létrehozta a Gyermekszív Központot, melynek 1998-tól csaknem haláláig vezetője volt. Ekkortól nyílt lehetőség számos új technika és beavatkozás meghonosítására, főként a diagnosztikai mellett terápiás katéteres eljárások bevezetésére, melynek Európában is meghatározó szakértője volt (pl. szűkületek tágítását célzó ballon dilatáció, defektusok zárását célzó eszközök katéteres beültetése, melyekkel a nyitott szívműtétek elkerülhetők). A hazai gyermekszív-transzplantáció úttörőjeként - külföldi példákat alapul véve - megszervezte ennek az életmentő eljárásnak a hazai protokollját, és biztosította a hozzá szükséges infrastruktúrát. Ennek érdekében - és más területek fejlesztésére is - kollégáit számos külföldi országba küldte több éves tanulmányútra. A transzplantáció vezetője ennek eredményeképpen Dr. Ablonczy László lett. Elnöke volt az Európai Gyermekkardiológusok Társaságának (AEPC), és számos magyar szakmai szervezetben vállalt vezető szerepet. Szakterülete a veleszületett szívhibák katéteres eljárásokkal való gyógyítása volt, doktori disszertációját is ebben a témában írta.